# 공작고사리
공작고사리(영어: Adiantum pedatum, northern maidenhair fern 또는 five-fingered fern)는 공작의 날개부분을 닮아서 공작초란 이름이 생겼다.

## 생김새
꽃의 생김새는 얇고 가는 잎, 부드러운 줄기가 조화를 이룬다.

## 쓰임
꽃이 잔잔하여 장식용으로 많이 쓰이고, 다른 꽃과 붙여 놓아도 잘 어울린다.